# Wiedersehen in Verona
Wiedersehen in Verona ist ein deutscher Film des Regisseurs Dirk Regel aus dem Jahr 2007. Die Erstausstrahlung war am 25. Mai 2007 um 20:15 Uhr auf dem Fernsehsender ARD zu sehen. Dieser Film lässt sich dem Genre Liebesfilm (Romanze) zurechnen. Die Produktionsfirma ist Multimedia Film- und Fernsehproduktion GmbH. Unter dem Arbeitstitel Robert sucht Julia wurde der Film vom 3. Mai bis zum 2. Juni 2005 gedreht.

## Handlung
Julia Lichtenberg ist Hausjuristin in der Hamburger Firma Teigwaren Waller und zugleich die Geliebte ihres Chefs Peter Waller. Sie reist in die malerische italienische Stadt Verona, um die Übernahme der edlen Pasta-Manufaktur der Familie Galvani auszuhandeln. Völlig unerwartet stößt sie dabei auf ihren Ex-Geliebten Robert Donatius, der für die Galvanis als Anwalt tätig ist. Robert hatte Julia vor 15 Jahren aus lauter Panik vor dem Traualtar stehen lassen, dennoch lebt die Liebe langsam wieder auf. Bald verbringen die beiden romantische Momente in der Stadt und entdecken berühmte und weniger berühmte Orte Veronas.
Peters Tochter Sara ist ebenfalls verliebt, und zwar in Galvanis Sohn Marco. Sie ist erbost, als sie erfährt, dass ihr Vater den Galvanis das Familienunternehmen „wegnehmen“ will. Peter Waller reist nun ebenfalls nach Verona, doch ehe er sich um seine Geschäfte kümmern kann, offenbart ihm Julia, dass sie ihre alte Liebe wiedergefunden hat und sich deshalb von ihm trennen möchte.
Gleichzeitig verkündet auch Robert seiner langjährigen Freundin Francesca Brunelli die Trennung, die das jedoch nicht kampflos hinnehmen will. Intrigant erzählt sie Julia, dass sie mit Robert verlobt wäre, dass sie ein Kind erwarten und demnächst wegziehen würden. Auch Robert fühlt sich vor den Kopf gestoßen, als er Julia mit Waller in inniger Umarmung sieht. Doch schon am nächsten Tag können beide diese Missverständnisse ausräumen und sich nun ganz ihrer Liebe widmen.
Sara war derweil nicht untätig und hat mit ihrem Vater gesprochen. Der verzichtet daraufhin auf die Übernahme von Galvanis Firma und zahlt seiner Tochter einen Teil ihres Erbes aus, das sie in das Familienunternehmen investieren will.
Wenige Wochen später hat Robert die Hochzeit arrangiert, wartet nun jedoch vergeblich auf seine Braut. Er befürchtet, dass Julia es ihm nun heimzahlen und ihn ihrerseits vor dem Traualtar stehen lassen will. Aber die Situation klärt sich auf, als Julia mit Polizeibegleitung gerade noch rechtzeitig erscheint. Sie war zu schnell unterwegs gewesen und in eine Geschwindigkeitskontrolle geraten. Aber die Polizeibeamten hatten eine Einsehen und Julia zum Traualtar begleitet.

## Hintergrund
Der mit Schauspielern aus Deutschland und Italien inszenierte Film wurde in Verona, der Stadt von Romeo und Julia, und teilweise in Hamburg gedreht.

## Kritik
Zum Werk Wiedersehen in Verona schrieb Michael André: „Vor der malerischen Kulisse des norditalienischen Verona erzählt der atmosphärische Film eine warmherzige Geschichte von Liebe und Vertrauen, von alten Träumen und dem Mut, dem großen Glück eine zweite Chance zu geben“.
Und die Filmkritikerin Tina Berger schrieb: „Wirklich interessant ist das neue Bild von starken Frauen und weichen Männern und einer Welt mit wirtschaftlichen Problemen, das die Autorin Christiane Sadlo mit leichter Hand zeichnet“.